# Tarcisio Serena
Tarcisio Serena (Fontaniva, 30 april 1962) is een voormalig voetbalscheidsrechter uit Italië, die actief was op het hoogste niveau van 1995 tot 2002. Serena maakte zijn debuut in de hoogste afdeling van het Italiaanse voetbal (Serie A) op 23 december 1995 in de wedstrijd Udinese–Bari (1-2). Hij floot in totaal 27 wedstrijden in de Serie A en 84 duels in de Serie B. In 1992 maakte hij voor het eerst zijn opwachting in de Serie D.